# 홍원제지
홍원제지주식회사는 대한민국의 제지 기업이다. 본사는 서울특별시 강남구 테헤란로 312에 있다.

## 역사
- 1957년 - 동양제사 설립
- 1966년 - 홍원산업 설립
- 1973년 - 홍원제지 설립
- 1973년 - 도공기 설치
- 1975년 - 초지기를 설치, 아트지 생산 개시
- 1990년 - 홍원제지와 동양제사를 합병했다.
- 1995년 - 수출 5000만불탑을 달성하였다.

## 사업장
- 본사 : 서울특별시
- 공장 : 경기도 평택시